# Vanessa Cole
Vanessa Cole (* 20. Jahrhundert) ist eine neuseeländische Szenenbildnerin.

## Leben
Vanessa Cole studierte 1993 bis 1996 Design an der Victoria University of Wellington. Seit 2000 ist sie selbständige Szenenbildnerin und arbeitete zunächst fürs Fernsehen. Nach einigen Jahren kam sie zu Weta Workshop, wo sie Set-Ausstatterin für Filme von Peter Jackson wurde, darunter die Filmtrilogie zu Der Hobbit.
Für ihre Arbeit an dem Animationsfilm Avatar: The Way of Water (2022), wurde sie zusammen mit Dylan Cole und Ben Procter unter anderem für den Oscar und den Critics’ Choice Movie Award nominiert. Das Team wirkte an 63 Sets, auch für den Folgefilm Avatar: Fire and Ash, mit.

## Filmografie
- 2005: King Kong
- 2007: Mein Freund, der Wasserdrache (The Water Horse)
- 2009: Avatar – Aufbruch nach Pandora (Avatar)
- 2009: In meinem Himmel (The Lovely Bones)
- 2009: District 9
- 2011: Die Abenteuer von Tim und Struppi – Das Geheimnis der Einhorn (The Adventures of Tintin)
- 2012: Der Hobbit: Eine unerwartete Reise (The Hobbit: An Unexpected Journey)
- 2013: Der Hobbit: Smaugs Einöde (The Hobbit: The Desolation of Smaug)
- 2013: Jack and the Giants (Jack and the Giant Slayer)
- 2014: Der Hobbit: Die Schlacht der Fünf Heere (The Hobbit: The Battle of the Five Armies)
- 2017: Ghost in the Shell
- 2022: Avatar: The Way of Water